# Queen Latifah
Queen Latifah, de son vrai nom Dana Elaine Owens, née le 18 mars 1970 à Newark, dans le New Jersey, est une chanteuse, rappeuse, productrice, mannequin, animatrice de télévision et actrice américaine.
Elle signe au label Tommy Boy Records en 1989 et publie son premier album All Hail the Queen la même année, qui contient le single à succès Ladies First. Son deuxième album, Nature of a Sista, publié en 1991, est son dernier au sein de Tommy Boy Records.
Latifah incarne le rôle de Khadijah James sur la sitcom Living Single diffusée sur la chaîne américaine FOX, entre 1993 et 1998. Son troisième album, Black Reign, publié en 1993, contient le single U.N.I.T.Y., qui remporte un Grammy Award et atteint le classement Billboard Hot 100. Elle joue ensuite le rôle principal dans le film Set It Off (1996) et publie son quatrième album, Order in the Court, en 1998, au label Motown Records.
Latifah se popularise significativement dans le film Chicago (2002), et est nommée pour un Academy Award dans la catégorie de « meilleure actrice ». Latifah publie son cinquième album, The Dana Owens Album, en 2004, et apparaît depuis dans plusieurs films comme Bringing Down the House (2003), Taxi (2004), Barbershop 2: Back in Business (2005), Beauty Shop (2005), Last Holiday (2006), Hairspray (2007), Jackpot (2008), Valentine's Day (2010) et Joyful Noise (2012).
En 2007 et 2009, elle publie deux nouveaux albums - Trav'lin' Light et Persona. Elle lance ensuite l'émission The Queen Latifah Show, qu'elle anime entre fin 2013 et début 2015 sur la chaîne américaine CBS.
Entre 2015 et 2019, elle confirme son succès grâce à plusieurs projets : le rôle titre de Bessie Smith dans le téléfilm dramatique et musical Bessie (2015) ainsi que le drame Flint (2017) et la comédie à succès Girls Trip (2017). Parallèlement, elle porte la série musicale et dramatique Star (2016-2019) diffusée par la FOX.
Elle a longtemps été considérée par le public et la presse spécialisée comme une rappeuse féministe et est depuis, surnommée la première dame du hip-hop. Queen Latifah reçoit son étoile sur le célèbre Hollywood Walk of Fame en 2006, en remerciement à sa contribution au milieu du divertissement.

## Biographie

### Enfance et formation
Latifah est née à Newark, dans le New Jersey, et a vécu dans East Orange. Elle est la fille de Rita (née Bray), une enseignante de la Irvington High School (alma mater de Latifah) et Lancelot Owens, Sr, un agent de police,,. Les parents de Latifah divorcent lorsqu'elle est âgée de dix ans. Latifah est élevée dans la foi baptiste et étudie à l'école catholique de Newark,.
Elle trouve son nom de scène, Latifah (لطيفة laţīfa), qui signifie « délicate » et « très gentille » en arabe, dans un livre en arabe lorsqu'elle est âgée de huit ans. Avantagée par sa grande taille (1,78 m à l'âge adulte), elle pratique le basket comme ailier fort et gagne deux fois le championnat universitaire de son État,.

### Débuts musicaux et cinématographiques (1988–1999)
Cette pionnière du rap féminin débute dans le groupe Ladies Fresh à la fin des années 1980. Son premier album All Hail the Queen sort en 1989. Ce mélange de soul, reggae et hip-hop alternatif instaure une véritable révolution dans le monde machiste du hip-hop. La diva est reconnue pour ses textes politiquement engagés. Elle connaît le succès avec son troisième opus Black Reign, sorti en 1993. Son single U.N.I.T.Y remporte le Grammy Award de la meilleure performance rap la même année.
De 1993 à 1998, Queen Latifah joue aussi dans une sitcom, diffusée sur la Fox, Living Single. La série suit les relations personnelles et professionnelles de six amis, vivant dans le quartier noir de Brooklyn. Le show est acclamé par la critique et notamment nommé pour deux Primetime Emmy Awards (cérémonie considérée comme l'équivalent des Oscars, pour la télévision). De plus, l'interprétation de l'actrice est également remarquée et lui permet d'être nommée au titre de Meilleure actrice lors de cérémonies de remises de prix comme les Kids' Choice Awards et les NAACP Image Awards.
En 1998, elle revient à la musique avec l’album Order in the Court. Elle développe, parallèlement, une carrière d'actrice au cinéma : Célèbre à la télévision dans les années 1990, elle fait ses débuts au cinéma en 1991 avec un petit rôle dans Jungle Fever de Spike Lee. Elle apparaît ensuite dans des films qui mettent en scène l'univers afro-américain et celui du hip-hop, notamment dans House party 2 (1991) et Juice (1992) au côté du rappeur Tupac Shakur. Très vite, elle obtient des rôles secondaires variés passant du drame (My Life, 1993), à la science-fiction (Sphère, 1998) ou encore au thriller (Bone Collector, 1999).
Elle devient un visage familier, confirme sa place de valeur montante et enchaîne les nominations au titre de meilleure actrice, grâce à ses différentes interprétations. Puis, elle entame une carrière d’animatrice à la télévision dans The Queen Latifah Show durant deux ans (1999-2001).

### Succès critique et commercial (2000–2009)

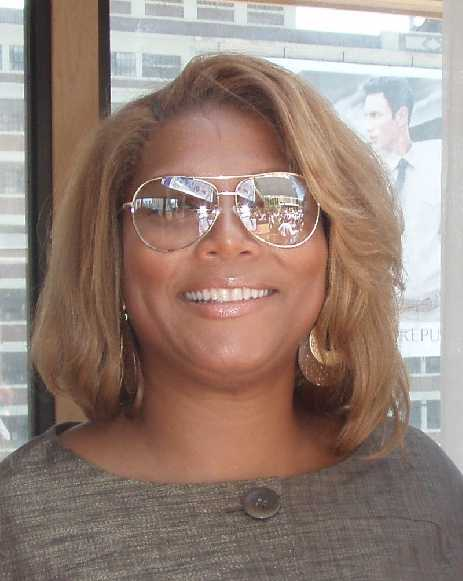
Queen Latifah, en 2008.

Le véritable tournant dans sa carrière cinématographique se produit en 2002 avec la comédie musicale Chicago (13 nominations aux Oscars). Elle y dévoile ses talents de chanteuse, danseuse et comédienne aux côtés de Catherine Zeta-Jones et Renée Zellweger. Une prestation saluée par une nomination pour l'Oscar de la meilleure actrice dans un second rôle (ce qui fait d'elle la première artiste féminine de RAP à être nommée pour un Oscar) mais aussi une citation pour le Golden Globes, le Screen Actors Guild Awards et, entre autres, le BAFTA Awards. Elle est aussi sacrée meilleure actrice par les Black Reel Awards.
En 2002, Queen Latifah a aussi été pressentie pour le rôle de Sharona Fleming dans la série Monk, finalement obtenu par Bitty Schram. 2003 la propulse au sommet du box-office américain avec la comédie Bronx à Bel Air dont elle partage l'affiche avec Steve Martin. Cette année-là, elle est triplement récompensée lors de la cérémonie des BET Awards dans la catégorie Meilleure actrice.
En 2005, elle devient mannequin de la ligne de lingerie Curvation, spécialisée dans les grandes tailles. Fort de ce succès, Queen Latifah se consacre aux comédies et apparaît notamment dans Beauty Shop et New York Taxi, remake américain de Taxi. En 2006, l'actrice tient le haut de l'affiche de Vacances sur ordonnance, au côté de Gérard Depardieu puis prête sa voix et son bagout au film d'animation L'Âge de glace. Succès colossal au box office et devenue une franchise commerciale très lucrative. L'actrice reste fidèle à ce personnage dans les prochains volets, mais aussi pour les téléfilms, courts métrages, spots publicitaires qui y sont liés.
En 2007, Latifah publie l'album Trav'lin' Light, qui fait participer Jill Scott, Erykah Badu, Joe Sample, George Duke, Christian McBride, et Stevie Wonder. Elle est nommée pour un Grammy dans la catégorie de « meilleur album pop vocal traditionnel ». Au cinéma, elle partage la vedette du film musical Hairspray avec Nikki Blonsky, John Travolta, Michelle Pfeiffer, Christopher Walken et James Marsden. Il s'agit de l'adaptation cinématographique de la comédie musicale éponyme de Marc Shaiman, Thomas Meehan et Mark O'Donnell, créée à Broadway en 2002, elle-même basée sur le film Hairspray de John Waters (1988). Cette production rencontre un franc succès au box office, séduit la critique et remporte de nombreux titres.
En 2008, Latifah annonce un album de hip-hop. L'année suivante, en 2009, elle publie l'album Persona. La chanson Cue the Rain est le premier single de l'album. Elle chante aussi avec Missy Elliott.
Parallèlement, elle continue ses activités d'actrice et on la retrouve, en 2008, à l'affiche de trois longs métrages : un second rôle pour la comédie Jackpot, portée par le duo Cameron Diaz et Ashton Kutcher; elle tient la vedette dans Mad Money aux côtés de Diane Keaton et Katie Holmes. Puis elle fait partie de la distribution réunie par Gina Prince-Bythewood pour le drame multi récompensé Le Secret de Lily Owens. Ses trois longs métrages lui permettent de recevoir de nouvelles récompenses et citations.
Le 7 juillet 2009, elle fait un discours au Staples Center de Los Angeles lors de la cérémonie d'hommage à Michael Jackson.

### Retour télévisuel et succès au cinéma (années 2010)

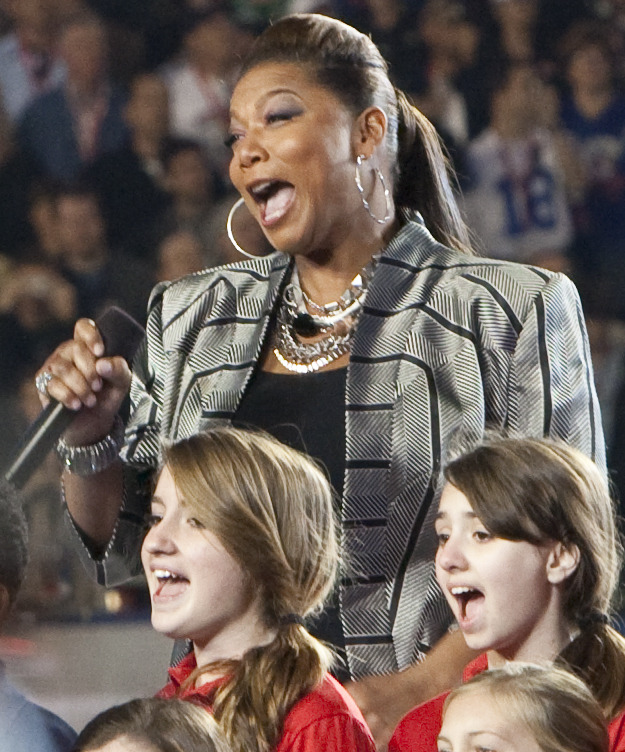
Queen Latifah, lors du Super Bowl 2010.

En 2010, elle rejoint le casting composé d'une pléiade de stars, réunies par Garry Marshall pour la comédie romantique Valentine's Day. Le film est un succès au box office mais divise en revanche la critique. A la télévision, elle joue les guest star dans les séries télévisées 30 Rock et Entourage le temps d'un épisode.
En 2011, elle est officiellement la présentatrice de la première cérémonie de récompenses de l'année, les People's Choice Awards. Le 20 septembre 2011, le crooner Tony Bennett publie Duets II, un album de duos comprenant le titre Who Can I Turn To (When Nobody Needs Me) interprété avec Queen Latifah. Au cinéma, elle joue les seconds rôles pour la comédie dramatique Le Dilemme avec Vince Vaughn, Kevin James et Channing Tatum, mais les résultats du film au box office sont en déca des attentes de la production.
En 2012, elle joue dans la comédie dramatique indépendante remarquée Joyful Noise de Todd Graff ,. On la retrouve en tête d'affiche du téléfilm dramatique Steel Magnolias aux côtés d'Alfre Woodard. Cette production est adoubée par la critique, notamment nommée pour deux Primetime Emmy Awards, la cérémonie considérée comme l'équivalent des Oscars pour la télévision . Puis, elle ressuscite son The Queen Latifah Show durant deux ans (2013-2015). et officie aussi en tant que productrice exécutive de ce show très bien accueilli par la profession. Le 2 février 2014, elle chante l'hymne national américain pour introduire le Super Bowl XLVIII, devant plus de 100 millions de téléspectateurs.

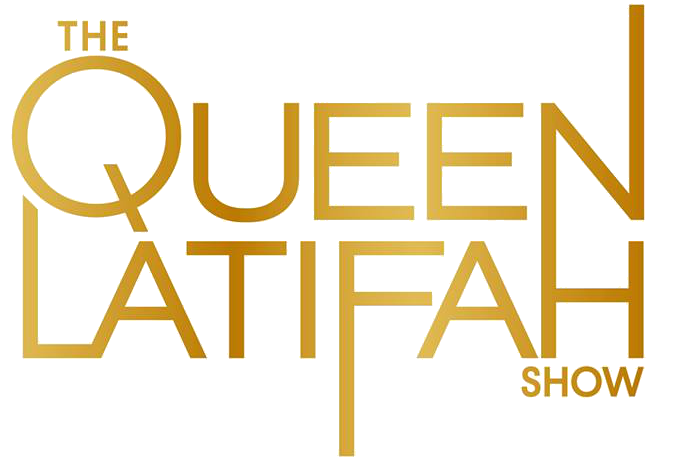
Logo de sa propre émission de télévision.

En 2015, juste après la sortie direct en DVD du thriller House of Bodies dont elle est l'une des vedettes, elle occupe le rôle-titre du biopic centré sur la chanteuse Bessie Smith. L'une des artistes d'enregistrement les plus réputées des années 1920 et surnommée l'Impératrice du Blues. Queen Latifah renoue avec les hauteurs de la critique, le téléfilm suscite un réel engouement et son interprétation est saluée par une nomination pour le Golden Globe de la meilleure actrice dans une mini-série ou un téléfilm, ainsi que pour le Primetime Emmy Awards dans cette même catégorie. Elle remporte l'Actor de la meilleure actrice mais aussi le Black Reel Awards, l'Image Awards ainsi que le Vision Award de la meilleure interprétation dramatique par une actrice.
Depuis 2016, elle incarne un des rôles principaux de la série télévisée dramatique et musicale Star. Diffusée sur le réseau FOX, il s'agit d'une création de Lee Daniels, à l'origine de Empire.
En 2017, elle rejoint la distribution principale de la comédie Girls Trip avec notamment Jada Pinkett Smith et Regina Hall, le film suit le parcours de quatre amies qui se rendent à La Nouvelle-Orléans, en Louisiane pour assister à l'Essence Music Festival. Dès son 1er weekend d'exploitation, le film atteint les 30.8 millions de dollars de recettes, le plaçant au second rang après Dunkerque, qui est sorti la même semaine. Il est également le film le plus rentable de Malcolm D. Lee pour son ouverture. Fin juillet 2017, c'est la première fois qu'un film entièrement afro-américain, écrit, produit, réalisé et joué par des acteurs noirs, récolte autant d'argent aux Etats-Unis et dépasse les 100 millions de dollars. Autre succès, la même année, cette fois ci à la télévision, grâce à sa participation au téléfilm dramatique Flint dans lequel elle occupe le rôle principal qui lui permet de remporter, une nouvelle fois, le titre de meilleure actrice dans un téléfilm ou une mini série dramatique lors des NAACP Image Awards 2018.
En 2019, la série Star est arrêtée au bout de trois saisons. Dans le même temps, il est annoncé la mise en chantier d'un téléfilm afin de clore convenablement les intrigues.
En avril 2019, elle fonde le programme The Queen Collective afin d'aider les femmes racisées à produire et à réaliser des films. À 49 ans, Queen Latifah est récompensée par l'université de Harvard pour sa contribution à l'histoire et à la culture noire. La même année, elle participe aussi à la production de la saison 3 de Scream.
En fin d'année, elle est à l'affiche de l'émission télévisée musicale spéciale, diffusée et jouée en live sur ABC, basée sur le film La Petite Sirène de 1989, The Little Mermaid Live!, dans le rôle d'Ursula. Un programme diffusé le 5 novembre 2019, dans le cadre du programme télévisé The Wonderful World of Disney, et selon Nielsen Media Research, regardé par 9,01 millions de téléspectateurs, ce qui en fait la comédie musicale la plus cotée de tous les réseaux depuis Grease: Live! en janvier 2016. Il s'agit de la meilleure audience d'émission de divertissement depuis l'épisode final de la série The Big Bang Theory en mai 2019,.
En 2020, Latifah produit The Clark Sisters : The First Ladies of Gospel, réalisé par Christine Swanson. La chanteuse de gospel Dorinda Clark-Cole (en) est interprétée par Sheléa.

## Vie privée
Le frère aîné de Latifah, Lancelot Jr., a été tué en 1992 dans un accident de moto qu'elle lui avait achetée récemment. Lors d'une interview, la star révèle porter la clé de la moto autour de son cou, notamment visible dans la sitcom Living Single. Elle lui dédie également son troisième album, Black Reign, publié en 1993.
En 1995, elle est victime d'un carjacking qui entraîne la mort de son petit ami, Sean Moon,. L'année d'après, elle a été arrêtée en possession de marijuana et d'une arme à feu.
Dans son autobiographie, publiée en 1999, l'actrice explique que la mort de son frère l'a conduite à une dépression, elle s'est réfugiée dans la drogue, devenant toxicomane avant de finalement prendre la décision de s'en sortir et de ne pas se laisser aller.
En 2002, elle a été arrêtée pour conduite en état d'ivresse, à Los Angeles. Elle plaide coupable et l'est reconnue à la suite de la décision de justice. Son permis lui est retiré pendant trois ans.
En 2009, elle révélera avoir été violée enfant par un baby-sitter qui la gardait. Le traumatisme l'aurait poussée à refuser de se marier.
Depuis 2013, elle est en couple avec la chorégraphe américaine Eboni Nichols, cousine du joueur de soccer Eryk Williamson. En 2019, Eboni Nichols accouche de leur premier enfant, mais Latifah et Nichols n'annoncent pas leur maternité officiellement et leurs apparitions publiques, en tant que famille, resteront rares. Queen Latifah a longtemps refusé de répondre aux spéculations sur sa sexualité et sa vie privée. Elle déclare en 2008 au New York Times « Je n'ai pas l'impression d'avoir besoin de partager ma vie privée, et je me fiche que les gens pensent que je suis gay ou non » [« I don't feel like I need to share my personal life, and I don't care if people think I'm gay or not »]. Lors de son discours pour avoir reçu le Lifetime Achievement Award des BET Awards 2021, elle rend pour la première fois publiquement hommage à sa partenaire Eboni Nichols et à son fils Rebel, terminant le discours par « Eboni, my love. Rebel, my love. Peace. Happy Pride! ».
Le 21 mars 2018, sa mère, l'actrice Rita Owens, est décédée d'une insuffisance cardiaque, un problème contre lequel elle se battait depuis 2004.

## Discographie

### Albums studio
- 1989 : All Hail the Queen
- 1991 : Nature of a Sista'
- 1993 : Black Reign
- 1998 : Order in the Court
- 2002 : 100% Hater Proof de The Unit featuring Queen Latifah
- 2004 : The Dana Owens Album
- 2007 : Trav'lin' Light
- 2009 : Persona

### Compilation
- 2002 : She's a Queen: A Collection of Hits
- 2016 : Star Cast - Star Premiere

## Filmographie
Note : sauf mention contraire, les informations ci-dessous sont issues de la filmographie de Queen Latifah sur l'Internet Movie Database.

### Films
| Année | Titre                                                          | Titre original                 | Réalisateur                         | Rôle                       |
| ----- | -------------------------------------------------------------- | ------------------------------ | ----------------------------------- | -------------------------- |
| 1991  | Jungle Fever                                                   | Jungle Fever                   | Spike Lee                           | Lashawn                    |
| 1991  | House Party 2 (en)                                             | House Party 2                  | Doug McHenry (en) George A. Jackson | Zora                       |
| 1991  | Yakety Yak, Take It Back (en)                                  | Yakety Yak, Take it Back       | Tim Newman Michael Patterson        | elle-même                  |
| 1992  | Juice                                                          | Juice                          | Ernest R. Dickerson                 | Ruffhouse M.C.             |
| 1992  | Trash Talk                                                     | Trash Talk                     | Tim Newman Michael Patterson        | elle-même                  |
| 1993  | Ma vie                                                         | My Life                        | Bruce Joel Rubin                    | Theresa                    |
| 1993  | Who's the Man?                                                 | Who's the Man?                 | Ted Demme                           | elle-même (caméo)          |
| 1996  | Le Prix à payer / Armée et Dangereuse                          | Set It Off                     | F. Gary Gray                        | Cleopatra « Cleo » Sims    |
| 1997  | Les Seigneurs de Harlem                                        | Hoodlum                        | Bill Duke                           | Sulie                      |
| 1998  | Sphère                                                         | Sphere                         | Barry Levinson                      | Alice "Teeny" Fletcher     |
| 1998  | D'une vie à l'autre                                            | Living Out Loud                | Richard LaGravenese                 | Liz Bailey                 |
| 1999  | Le Désosseur                                                   | The Bone Collector             | Phillip Noyce                       | Thelma                     |
| 2002  | Les Country Bears                                              | The Country Bears              | Peter Hastings                      | Cha-Cha                    |
| 2002  | Brown Sugar                                                    | Brown Sugar                    | Rick Famuyiwa                       | Francine                   |
| 2002  | Chicago                                                        | Chicago                        | Rob Marshall                        | Matron "Mama" Morton       |
| 2003  | Bronx à Bel Air / Remue-Ménage                                 | Bringing Down the House        | Adam Shankman                       | Charlene Morton            |
| 2003  | Scary Movie 3                                                  | Scary Movie 3                  | David Zucker                        | Tante ShaNeequa            |
| 2004  | Chez le barbier 2 : De retour en affaires                      | Barbershop 2: Back in Business | Kevin Rodney Sullivan               | Gina Norris                |
| 2004  | The Cookout (en)                                               | The Cookout                    | Lance Rivera                        | garde de sécurité          |
| 2004  | New York Taxi                                                  | New York Taxi                  | Tim Story                           | Isabelle "Belle' Williams" |
| 2005  | Beauty Shop                                                    | Beauty Shop                    | Bille Woodruff                      | Gina Norris                |
| 2006  | Vacances sur ordonnance / Les dernières vacances               | Last Holiday                   | Wayne Wang                          | Georgia Byrd               |
| 2006  | L'Incroyable Destin de Harold Crick / Plus étrange que fiction | Stranger Than Fiction          | Marc Forster                        | Penny Escher               |
| 2007  | Hairspray                                                      | Hairpsray                      | Adam Shankman                       | Motormouth Maybelle        |
| 2007  | The Perfect Holiday                                            | The Perfect Holiday            | Lance Rivera                        | Mme Noël                   |
| 2008  | Folles du cash                                                 | Mad Money                      | Callie Khouri                       | Nina Brewster              |
| 2008  | Jackpot / Ce qui se passe à Vegas                              | What Happens in Vegas...       | Tom Vaughan                         | Dr Twitchell               |
| 2008  | Le Secret de Lily Owens                                        | The Secret Life of Bees        | Gina Prince-Bythewood               | August Boatwright          |
| 2010  | La Saint-Valentin                                              | Valentine's Day                | Garry Marshall                      | Paula Thomas               |
| 2010  | Love & Game                                                    | Just Wright                    | Sanaa Hamri                         | Leslie Wright              |
| 2011  | Le Dilemme                                                     | The Dilemma                    | Ron Howard                          | Susan Warner               |
| 2012  | Joyful Noise                                                   | Joyful Noise                   | Todd Graff                          | Vi Rose Hill               |
| 2014  | 22 Jump Street                                                 | 22 Jump Street                 | Phil Lord et Chris Miller           | Mme Dickson                |
| 2014  | House of Bodies (en)                                           | House of Bodies                | Alex Merkin                         | Nicole                     |
| 2016  | Miracles du Ciel                                               | Miracles from Heaven           | Patricia Riggen                     | Angela                     |
| 2017  | Girls Trip                                                     | Girls Trip                     | Malcolm D. Lee                      | Sasha Franklin             |
| 2019  | The Trap                                                       | The Trap                       | Erik White                          | Dr. Obayuwana              |
| 2022  | The Tiger Rising                                               | The Tiger Rising               | Ray Giarratana                      | Willie May                 |
| 2022  | End of the Road                                                | End of the Road                | Millicent Sheiton                   | Brenda                     |

### Télévision

#### Téléfilms
- 2002 : Apparitions (Living With the Dead) de Stephen Gyllenhaal : Midge Harmon
- 2005 : Le Magicien d'Oz des Muppets (The Muppets' Wizard of Oz) de Kirk Thatcher (en) : Tante Em
- 2007 : Life Support de Nelson George (en) : Ana
- 2012 : Steel Magnolias (en) de Kenny Leon (en) : M'Lynn
- 2015 : Bessie de Dee Rees : Bessie Smith
- 2015 : The Wiz Live! de Kenny Leon et Matthew Diamond : « The Wiz »
- 2017 : Flint de Bruce Beresford : Iza Banks
- 2019 : La Petite Sirène Live! (The Little Mermaid Live!) de Hamish Hamilton : Ursula

#### Séries télévisées
- 1991 : Le Prince de Bel-Air (The Fresh Prince of Bel-Air) : Marissa Redman / Dee Dee (saison 1, épisode 25 / saison 2, épisode 8)
- 1993-1998 : Living Single : Khadijah James (rôle principal, 118 épisodes)
- 1994 : Cooper et nous (Hangin' with Mr. Cooper) : elle-même (saison 2, épisode 16)
- 1997 : Ellen : elle-même (saison 4, épisode 16)
- 1998 : Mama Flora's Family : Diana (mini-série, 2 épisodes)
- 2001 : Spin City : Robin Jones (saison 6, épisodes 6 et 7)
- 2004 : Eve : Simone (saison 1, épisode 14)
- 2008 : Saturday Night Live : Gwen Ifill (saison 34, épisode 4)
- 2010 : Entourage : Dana Elaine Owens (saison 7, épisode 9)
- 2010 : 30 Rock : Regina Bookman (saison 5, épisode 3)
- 2011-2012 : Single Ladies : Sharon Love (4 épisodes[56])
- 2012 : Let's Stay Together : Bobbie (saison 2, épisode 18)
- 2014 : Hot in Cleveland : Esther Jean Johnson (saison 5, épisode 19)
- 2016-2019: Star : Carlotta Brown (rôle principal - 48 épisodes - également productrice de 10 épisodes)
- 2017 : Empire : Carlotta Brown (saison 4, épisode 1)
- 2020 : When the Streetlights Go On : Détective Grasso (rôle principal)
- 2020 : Hollywood : Hattie McDaniel (mini-série)
- 2021-2025 : The Equalizer : Robyn McCall (rôle principal)

### En tant que productrice
- 2003 : Bronx à Bel Air d'Adam Shankman
- 2004 : The Cookout de Lance Rivera (également scénariste)
- 2005 : Beauty Shop de Bille Woodruff
- 2007 : Life Support de Nelson George (téléfilm)
- 2007 : Wifey de Reginald Hudlin (téléfilm)
- 2007 : Who's Your Caddy? de Don Michael Paul
- 2007 : The Perfect Holiday de Lance Rivera
- 2010 : Love and Game (Just Wright) de Sanaa Hamri
- 2011 : The Cookout 2 de Lance Rivera (téléfilm)
- 2011-2012 : Single Ladies (série télévisée, productrice exécutive de 25 épisodes)
- 2011-2014 : Let's Stay Together (série télévisée, productrice exécutive de 47 épisodes)
- 2012 : Joyful Noise de Todd Graff
- 2012 : I Kissed a Girl de Chester Long
- 2012 : The Next (pilote de série télévisée)
- 2012 : Steel Magnolias de Kenny Leon
- 2013 : Let the Church Say Amen de Regina King (téléfilm)
- 2014 : Percentage de Alex Merkin
- 2013-2014 : The Queen Latifah Show (émission de télévision, productrice exécutive de 129 épisodes)
- 2014 : House of Bodies de Alex Merkin
- 2015 : November Rule de Mike Elliott
- 2015 : Brotherly Love de Jamal Hill
- 2015 : Bessie de Dee Rees
- 2016 : From the Bottum Up (série télévisée, productrice exécutive de 8 épisodes)
- 2016 : The Perfect Match de Bille Woodruff
- 2016 : The Art of Organized Noize (documentaire)
- 2016 : Curvy Style with Timothy Snell (pilote de série télévisée)
- 2016 : The Real MVP: The Wanda Durant Story de Nelson George
- 2016 : VH1 Hip Hop Honors: All Hail the Queens de Louis J. Horvitz (émission de télévision)
- 2016 : The Secrets of Emily Blair de Joseph P. Genier
- 2016-2019 : The Rap Game (émission de télévision, productrice exécutive de 31 épisodes)
- 2017 : The Pop Game (émission de télévision)
- 2017 : The Best Place to be (télé réalité)
- 2017 : Dear Mama: An Event to Honor Moms de Michael Simon (émission de télévision)
- 2019 : The Trap de Erick White
- 2019 : Saison 3 de Scream
- 2020 : The Clark Sisters : The First Ladies of Gospel de Christine Swanson (téléfilm)
- 2020 : The Tiger Rising de Ray Giarratana, inspiré du livre The Tiger Rising de Kate DiCamillo
- 2020 : Paper Chase de Angela Tucker

## Doublage

### Au cinéma
- 1999 : À tombeau ouvert (Bringing Out the Dead) de Martin Scorsese : "Dispatcher Love"
- 2002 : Pinocchio de Roberto Benigni : la colombe (version américaine)
- 2006 : L'Âge de glace 2 (Ice Age: The Meltdown) de Carlos Saldanha : Ellie
- 2009 : L'Âge de glace 3 : Le Temps des dinosaures (Ice Age 3: Dawn of the Dinosaurs) de Carlos Saldanha : Ellie
- 2012 : L'Âge de glace 4 : La Dérive des continents (Ice Age: Continental Drift) de Steve Martino et Mike Thurmeier : Ellie
- 2016 : L'Âge de glace : Les Lois de l'Univers (Ice Age: Collision Course) de Mike Thurmeier : Ellie

### À la télévision
- 1995 : Profession : critique (The Critic) : son propre rôle (saison 2, épisode 3)
- 1995 : Félix le Chat (The Twisted Tales of Felix the Cat) : plusieurs voix (saison 1, épisode 1)
- 2004 : Mes parrains sont magiques (The Fairly OddParents) : Pam Dromeda (saison 5, épisode 20)
- 2011 : L'Âge de glace : Un Noël de mammouths (Ice Age: A Mammoth Christmas) : Ellie (téléfilm)
- 2016 : L'Âge de glace : La grande chasse aux œufs (en) (Ice Age: The Great Egg-Scapade) : Ellie (téléfilm)

### Jeux vidéo
- 2006 : Ice Age: The Meltdown : Ellie (voix originale)
- 2012 : Ice Age: Dawn of the Dinosaurs : Ellie (voix originale)
- 2019 : Sayonara Wild Hearts : Narratrice

## Distinctions

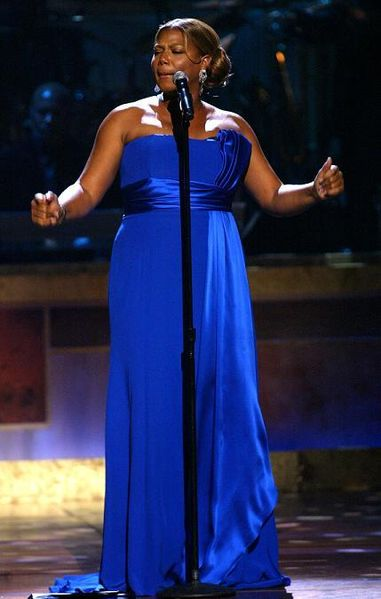
Queen Latifah, lors de la cérémonie des BET Awards 2009.

Note : Cette section récapitule les principales récompenses et nominations obtenues par Queen Latifah, pour une liste plus complète, se référer au site IMDb.

### Récompenses
- Grammy Awards 1994 : meilleure prestation rap solo pour l'album U.N.I.T.Y.[57]
- Acapulco Black Film Festival 1997 : meilleure actrice pour Le Prix à payer
- American Black Film Festival 1997 : meilleure actrice pour Le Prix à payer
- BET Awards 2003 :
  - meilleure actrice pour Chicago
  - meilleure actrice pour Life Support
  - meilleure actrice pour Brown Sugar
- Black Reel Awards 2003 : meilleure actrice dans un second rôle pour Chicago
- Critics' Choice Movie Awards 2003 : Meilleure distribution pour Chicago
- Teen Choice Awards 2003 : Meilleure actrice dans un film comique pour Bronx à bel air
- NAACP Image Awards 2004 : meilleure actrice pour Bronx à Bel Air
- BET Comedy Awards 2004 : meilleure actrice dans un second rôle pour Barbershop 2: Back in Business
- Elle Women in Hollywood Awards 2004 : Icon Award de la femme de l'année, prix partagé avec Angelina Jolie et Patricia Clarkson
- The Stinkers Bad Movie Awards 2004 : Pire couple à l'écran pour Taxi, prix partagé avec Jimmy Fallon
- Women Film Critics Circle 2004 : Special Mention Award de la meilleure actrice dans un rôle principal, généralement tenu par un acteur
- Festival du film de Hollywood 2007 : meilleure distribution pour Hairspray
- Kids' Choice Awards 2007 : Voix favorite dans un film d'animation pour L'Âge de glace 2
- Women Film Critics Circle 2007 : Meilleure musique pour Hairspray, prix partagé avec Nikki Blonsky
- Critics' Choice Movie Awards 2008 : meilleure distribution pour Hairspray
- NAACP Image Awards 2008 : meilleure actrice dans un téléfilm ou une mini-série pour Life Support
- Gracie Allen Awards 2008 : meilleure actrice pour Life Support
- Golden Globes 2008 : meilleure actrice dans une mini-série ou un téléfilm pour Life Support
- Screen Actors Guild Awards 2008 : Meilleure actrice dans une mini-série ou un téléfilm pour Life Support
- Festival international du film de Palm Springs 2008 : meilleure distribution pour Hairspray
- Black Reel Awards 2008 : meilleure actrice pour Le Secret de Lily Owens
- Festival du film de Hollywood 2008 : meilleure distribution pour Le Secret de Lily Owens
- People's Choice Awards 2014 : Nouveau talk show préféré pour The Queen Latifah Show
- Critics' Choice Television Awards 2015 : meilleure actrice dans une mini-série ou un téléfilm pour Bessie
- Primetime Emmy Awards 2015 : meilleur téléfilm pour Bessie
- Black Reel Awards 2016 : meilleure actrice dans une mini-série ou un téléfilm pour Bessie
- SAG Awards 2016 : meilleure actrice dans une mini-série ou un téléfilm pour Bessie
- NAACP Image Awards 2016 : meilleure actrice dans une mini-série ou un téléfilm pour Bessie
- NAMIC Vision Awards 2016 : meilleure interprétation dramatique pour Bessie
- All Def Movie Awards 2017 : Meilleure alchimie pour Bessie, prix partagé avec Mike Epps
- NAACP Image Awards 2018 : Meilleure actrice dans un téléfilm ou une mini série dramatique pour Flint

### Nominations
- Grammy Awards 1990 : Meilleure performance de RAP solo pour l'album All Hail the Queen[57]
- Grammy Awards 1991 : Meilleure performance de RAP solo pour le single Fly Girl[57]
- Grammy Awards 1992 : Meilleure performance de RAP solo pour le single Latifah's Had It Up 2 Here[57]
- Kids' Choice Awards 1995 : actrice préférée dans une série télévisée pour Living Single
- Kids' Choice Awards 1996 : actrice préférée dans une série télévisée pour Living Single
- NAACP Image Awards 1996 : Meilleure actrice dans une série télévisée comique pour Living Single
- Film Independent's Spirit Awards 1997 : meilleure actrice dans un second rôle pour Le prix à payer
- NAACP Image Awards 1997 :
  - Meilleure actrice dans une série télévisée comique pour Living Single
  - Meilleure actrice pour Le prix à payer
- NAACP Image Awards 1998 : Meilleure actrice dans une série télévisée comique pour Living Single
- NAACP Image Awards 1999 :
  - Meilleure actrice dans un second rôle pour Living Out Loud
  - Meilleure actrice dans une mini série ou un téléfilm pour Mama Flora's Family
- Black Reel Awards 2000 : meilleure actrice dans un second rôle pour The Bone Collector
- NAACP Image Awards 2000 : Meilleure actrice dans un second rôle pour The Bone Collector
- Awards Circuit Community Awards 2002 :
  - meilleure actrice dans un second rôle pour Chicago
  - meilleure distribution pour Chicago
- Screen Actors Guild Awards 2003 : meilleure actrice dans un second rôle pour Chicago
- Oscars 2003 : meilleure actrice dans un second rôle pour Chicago
- BAFTA Awards 2003 : meilleure actrice dans un second rôle pour Chicago
- Grammy Awards 2003 : Meilleure interprétation de RAP féminine pour Go Head[57]
- Golden Globes 2003 : meilleure actrice dans un second rôle pour Chicago
- MTV Movie & TV Awards 2003 : meilleure interprétation féminine pour Chicago
- NAACP Image Awards 2003 : Meilleure actrice dans un second rôle pour Brown Sugar
- Teen Choice Awards 2003 :
  - Meilleure actrice dans un film musical pour Chicago
  - Meilleure alchimie pour Bronx à bel air, nomination partagée avec Eugene Levy
  - Révélation de l'année pour Chicago
  - Révélation de l'année pour Bronx à bel air
- BET Comedy Awards 2004 : Meilleure actrice pour Bronx à Bel Air
- Black Reel Awards 2004 : meilleure actrice dans un second rôle pour Bronx à Bel Air
- Grammy Awards 2004 : Meilleur album de Jazz pour The Dana Owens Album[57]
- Kids' Choice Awards 2004 :
  - Meilleure actrice pour Bronx à bel air
  - Meilleure actrice pour Scary Movie 3
- MTV Movie & TV Awards 2004 :
  - meilleure baston pour Bronx à bel air, nomination partagée avec Missi Pyle
  - meilleure interprétation féminine pour Bronx à bel air
- Teen Choice Awards 2004 : Meilleure actrice dans un film comique pour Barbershop 2
- Black Movie Awards 2005 : meilleure actrice pour Beauty Shop
- BET Awards 2005 :
  - meilleure actrice pour Taxi
  - meilleure actrice pour The Cookout
  - meilleure actrice pour Beauty Shop
- BET Comedy Awards 2005 :
  - Meilleure actrice pour Beauty Shop
  - Meilleur scénariste pour The cookout, nomination partagée avec Shakim Compere
- Teen Choice Awards 2005 :
  - Meilleure artiste de RAP dans un film pour Beauty Shop
  - Meilleure actrice dans un film comique pour Beauty Shop
- BET Awards 2006 :
  - meilleure actrice pour Last Holiday
  - meilleure actrice pour L'âge de glace 2
- Black Movie Awards 2006 : meilleure actrice pour The Last Holiday
- NAACP Image Awards 2006 : Meilleure actrice pour Beauty Shop
- Teen Choice Awards 2006 :
  - Meilleur baiser pour Last Holiday, nomination partagée avec LL Cool J
  - Meilleure actrice dans un film comique pour Last Holiday
- Primetime Emmy Awards 2007 : meilleure actrice dans une mini-série ou un téléfilm pour Life Support
- Grammy Awards 2007 : Meilleure album pop traditionnel pour Trav'lin' Light[57]
- NAACP Image Awards 2007 : Meilleure actrice pour Last Holiday
- Screen Actors Guild Awards 2007 : meilleure actrice dans un second rôle pour Hairspray
- BET Awards 2008 :
  - meilleure actrice pour The perfect holiday
  - meilleure actrice pour Hairspray
  - meilleure actrice pour Mad Money
- Critics' Choice Movie Awards 2008 : meilleure musique pour Hairspray
- NAACP Image Awards 2008 : Meilleure actrice dans un second rôle pour Hairspray
- Screen Actors Guild Award 2008 : meilleure distribution pour Hairspray
- NAACP Image Awards 2009 : Meilleure actrice pour Le secret de Lily Owens
- Teen Choice Awards 2010 :
  - Meilleure actrice dans une comédie romantique pour Valentine's Day
  - Meilleure actrice dans une comédie romantique pour Just Wright
- Black Reel Awards 2011 :
  - Meilleure actrice pour Love and Game
  - Meilleur film pour Love and Game
  - Meilleure musique pour Love and Game, nomination partagée avec Jazmine Sullivan
- NAACP Image Awards 2011 : Meilleure actrice pour Just Wright
- Behind the Voice Actors Awards 2013 : meilleure performance vocale d'ensemble pour L'Âge de glace 4 : La Dérive des continents
- Black Reel Awards 2013 :
  - Meilleure performance vocale pour L'âge de glace 4
  - Meilleure actrice dans une mini série ou un téléfilm pour Steel Magnolias
- NAACP Image Awards 2013 : meilleure actrice dans une mini-série ou un téléfilm pour Steel Magnolias
- Primetime Emmy Awards 2015 : meilleure actrice dans une mini-série ou un téléfilm pour Bessie
- NAACP Image Awards 2015 : meilleur talk show pour The Queen Latifah Show
- Guild of Music Supervisors Awards 2016 : Meilleure musique pour Bessie
- Golden Globes 2016 : meilleure actrice dans une mini-série ou un téléfilm pour Bessie
- Black Reel Awards for Television 2018 : 
  - Meilleure actrice dans un téléfilm ou une mini série dramatique pour Flint
  - meilleur téléfilm pour Flint
- 69e cérémonie des Primetime Emmy Awards 2018 : meilleur téléfilm pour Flint
- 50e cérémonie des NAACP Image Awards 2019 : meilleure présentatrice d'émission de télé-réalité/compétition pour Black Girls Rock

## Voix francophones
En France, Maïk Darah et Armelle Gallaud sont les voix françaises régulières en alternance de Queen Latifah. Pascale Vital l'a doublée à cinq reprises.
Au Québec, elle est régulièrement doublée par Sophie Faucher. Carole Chatel l'a doublée à six reprises.